# Colin Macfarquhar
Colin Macfarquhar (1745? – 2 tháng 4 năm 1793) là một người bán sách và chủ nhà in người Scotland, cùng với Andrew Bell, được biết đến là một trong những người sáng lập của Encyclopædia Britannica, được xuất bản lần đầu vào năm 1768. Macfarquhar cũng đóng góp rất nhiều cho lần sửa đổi thứ hai và thứ ba của bách khoa toàn thư này. Ngày tháng sinh và cái chết của ông vẫn chưa biết được chắc chắn.